# شين ديفيز
شين ديفيز (بالإنجليزية: Sean Davis)‏، من مواليد 20 سبتمبر 1979 في كلابهام في إنجلترا، لاعب كرة قدم إنجليزي.
بدأ مسيرته الكروية مع نادي فولهام في عام 1996، ولعب معهم حتى عام 2004، وشارك معهم في 155 مباراة وسجل 14 هدف، وفي عام 2004 انتقل إلى نادي توتنهام هوتسبير، ولعب معهم حتى عام 2006، وشارك معهم في 15 مباراة، ومنذ عام 2 006 وهو يلعب مع نادي بورتسموث.
ص

## روابط خارجية
- شين ديفيز على موقع قاعدة بيانات كرة القدم.إي يو (الإنجليزية)
- شين ديفيز على موقع ليكيب (الفرنسية)
- شين ديفيز على موقع Soccerbase.com (لاعب) (الإنجليزية)
- شين ديفيز على موقع عالم كرة القدم.نت (الإنجليزية)
- شين ديفيز على موقع كووورة